# Sandvikvåg

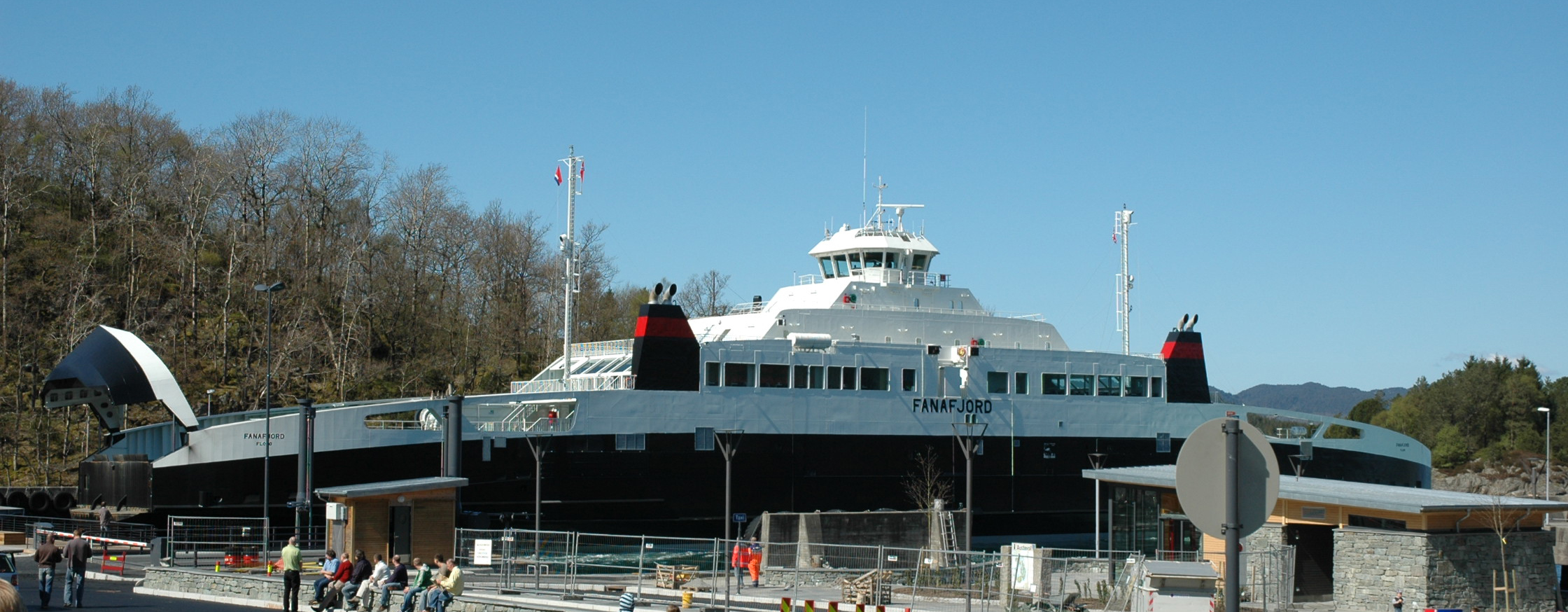
Gasfärjan MF Fanafjord vid kajen i Sandvikvåg

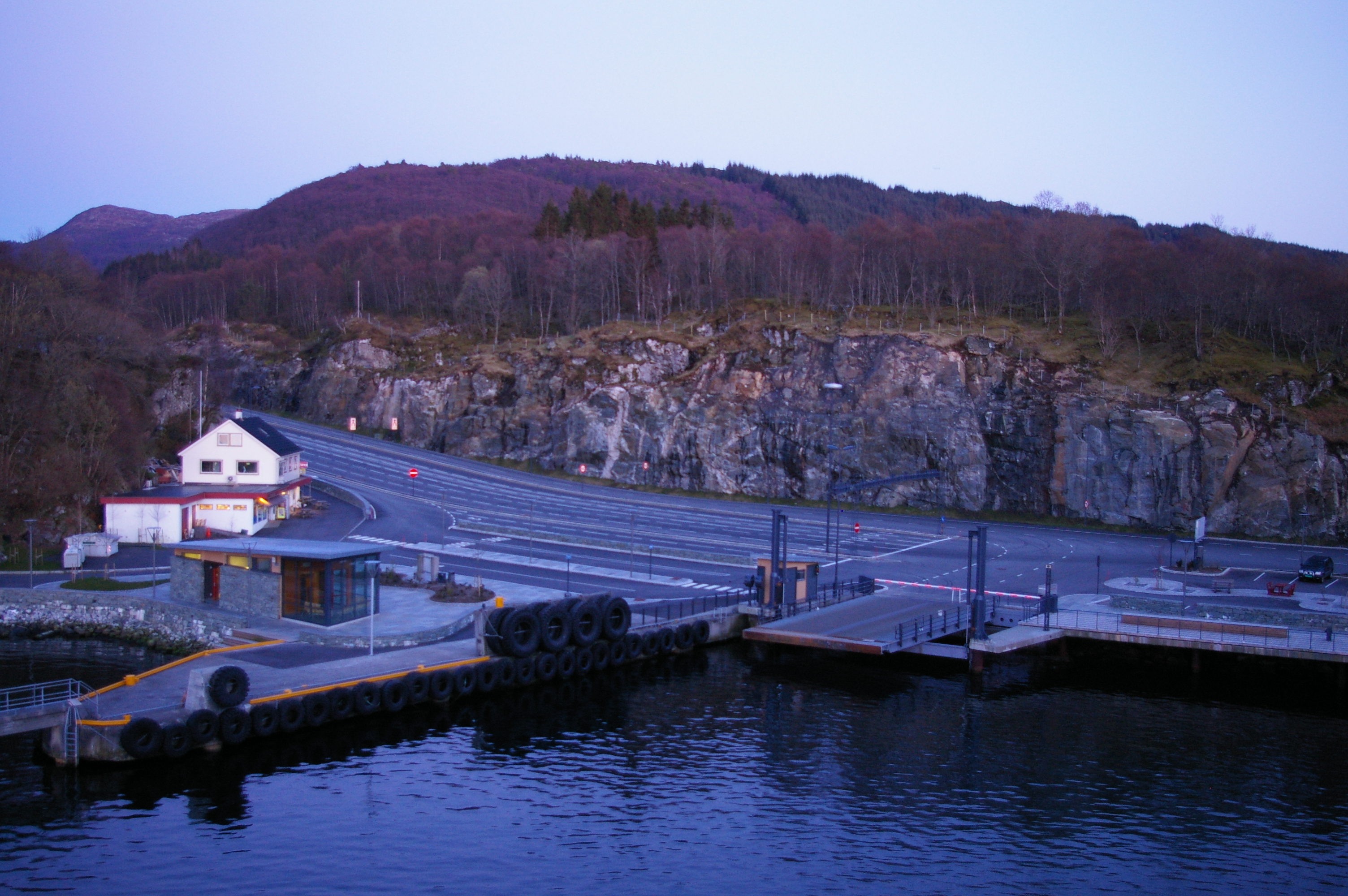
Sandvikvåg sett från färja.

Sandvikvåg är en färjehamn på ön Stord i Fitjars kommun i Vestland fylke i Norge. Hamnen är den sydligaste destinationen på en av de mest trafikerade färjerutterna i Norge.
Färjakajen togs i bruk 1965 och har idag två färjeterminaler. 2006 byggdes både kajen och terminalen om för att kunna ta hand om de nya gasdrivna färjorna och andra större fartyg. Idag har kajen en kapacitet på 300 bilar för färjor till Halhjem och 50 bilar till Husavik. 

## Rutter

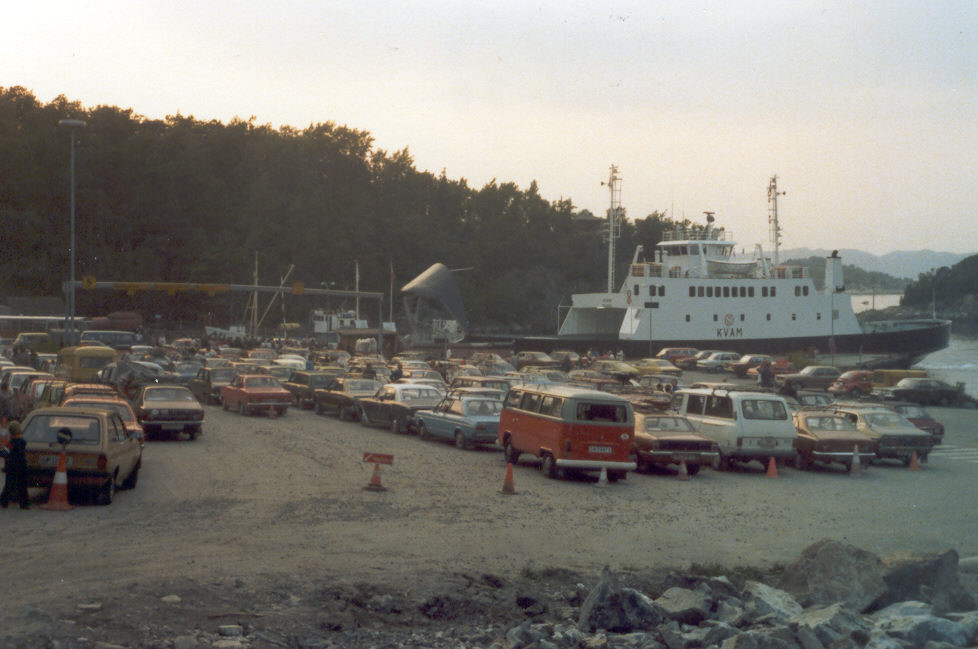
Bilkö till färjan 1978.

- Halhjem - Sandvikvåg
- Húsavík – Sandvikvåg